# Manufacture des points de France
La manufacture des points de France visait à rivaliser avec l'industrie dentellière italienne alors très développée à Venise, à une époque où le secteur de la passementerie prend son essor, avec le goût pour les sous-vêtements. Pour assurer son succès, Colbert fait venir en France des dentellières vénitiennes et brugeoises, qui transmettent leur savoir-faire. Marie Colbert, la nièce du surintendant des finances, dirigeait les opérations.
La manufacture des points de France donnait trois ans après sa création un dividende de 30 pour 100. La société était implantée à Alençon, où elle dut faire face à la critique virulente des ouvrières de la ville, et à Sedan, Charleville, Gisors et Reims.